# ۴۳۲ (میلادی)
۴۳۲ (میلادی) چهارصد و سی و دومین سال تقویم میلادی است.

## درگذشتگان
‎